# Ruska (automerk)

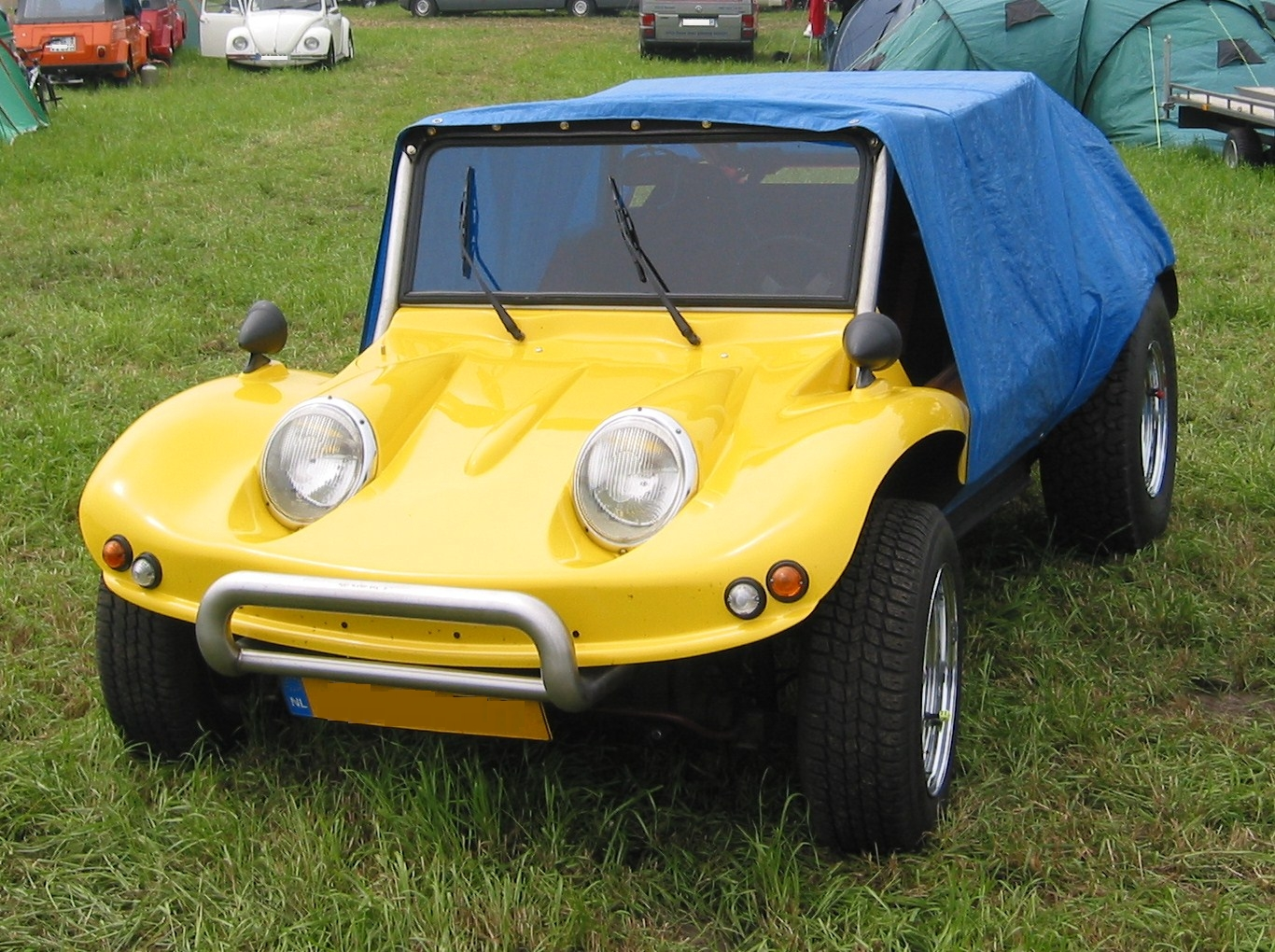
Ruska Super Buggy.

Ruska Buggies was een Nederlandse autofabriek van buggy's op basis van Volkswagen Kevers.

## Begin
Toen de Amsterdamse fotograaf Paul Huf in Amerika een pretauto ontdekte die 'buggy' werd genoemd, werd de basis gelegd voor Ruska Buggies. De enthousiast geworden Huf verzocht in 1968 de Amsterdamse garagehouder Arie Ruska sr. eens zo'n buggy voor hem te bouwen op een Volkswagenonderstel. Het zwart gekleurde automobieltje met Kever-motor trok al gauw de aandacht en tot hun eigen verbazing kregen de Ruska's steeds meer opdrachten om buggy's te gaan maken.

## Hoogtijdagen
In de jaren zeventig steeg de productie - midden in de Amsterdamse Jordaan - naar 250 à 300 per jaar en het aantal modellen werd voortdurend uitgebreid. Ruska Buggy's behoorde hiermee tot de meest succesvolle buggybouwers van Nederland. De lage prijs waarvoor Ruska zijn auto's aanbood (in het begin zo'n 4500 gulden, iets meer dan 2000 euro) zal hier niet vreemd aan geweest zijn.
Onder het voortdurend wisselende uiterlijk bleven de betrouwbare Kevermotor, het Keverchassis en het polyester voor de carrosserie ongewijzigd. Een aantal modellen werd door Arie Ruska sr. zelf ontworpen.
Zodra een ontwerp klaar en productierijp werd bevonden, werd er een houten mal gemaakt waarin polyester gegoten werd. Het gieten zelf werd wegens de stankoverlast uitbesteed naar een locatie buiten de stad. Om de zoveel tijd arriveerde er een lading Volkswagen Kevers. Deze werden gestript, de chassis gezandstraald en eventueel ingekort, afhankelijk van het model. De motor werd gereviseerd en de polyester carrosserie passend gemaakt. Daarna werden diverse accessoires en de kap aangebracht. Dit alles werd met de hand met een kleine ploeg monteurs in garage Ruska gefabriceerd en gemonteerd, en vandaar dat Ruska na de overname van DAF door Volvo ook wel de enige zelfstandige automaker van Nederland werd genoemd.
Ook replica's kwamen in het gamma voor, zoals de Ruska Bugatti en de Ruska Regina (losjes gebaseerd op de Morgan). Doe-het-zelvers konden de buggy als kit car, een bouwpakket, bestellen en zelf aan de slag.
Het commerciële brein achter Ruska was de vrouw van Arie, Christina, die door haar enthousiasme en verkoopinstinct terecht de bijnaam "Christien de Buggyqueen" verwierf. Zij overleed in 1994. De heer Ruska sr. overleed in 2000. Hun zoon Arie jr. en kleinzoon Jeroen zwaaien nog steeds de scepter aan de Lauriergracht.

## Einde als fabrikant
Na twaalf jaar groot succes, waarin men naar een jaarproductie van 350 stuks groeide, werd de BVB-belasting ingevoerd en was de attractie van de lage prijzen voorbij. De verkoop in Nederland stortte in en Ruska zette nog korte tijd een succesvolle export naar het Midden-Oosten op. Door de oorlog tussen Israël en Libanon viel ook deze markt droog en stierf het automerk Ruska een zachte dood. Na een mislukte poging om de Braziliaanse Gurgel op de Nederlandse markt te brengen ging Ruska verder als VW-garage met de nadruk op Kevers.

## Modellen
- B1 (geïntroduceerd in: 1970) (aantal exemplaren: ca. 300)
- Super Buggy (1973)
- Classica (1974)
- Sprinter (1975)
- Bugatti (1976)
- Regina (1977)
- Regina Royal (1980)
- Jubileum, vervolgens Starter (1980)
- Sagitta (1981)

Akkermans · 
Altena · 
Anderheggen · 
Antilope · 
Arnhemsche Machinefabriek  · 
Ataf-Porata · 
Autolette · 
Bambino · 
Belcar · 
Bermuda Buggy · 
BGF · 
Boro · 
Bij 't Vuur · 
Carver · 
Citeria · 
CoTuRa · 
DAF · 
Entrop · 
EWB · 
Eysink · 
Gatso · 
Gazelle ·
Gelria ·
Groninger Motorrijtuigen Fabriek · 
Gruno · 
H.A.M. · Havas · 
Hinde ·
Konings · 
Max · 
Neerlandia · 
Netam ·
Omnia · 
Rizovari · 
Ruiter ·
Ruska · 
Simplex ·
Spyker ·
Story ·
V.L.A.M.